# Porcellio graniger
Porcellio graniger är en kräftdjursart som beskrevs av Edward John Miers 1876.
Porcellio graniger ingår i släktet Porcellio och familjen Porcellionidae. Inga underarter finns listade i Catalogue of Life.